# Shantel VanSanten

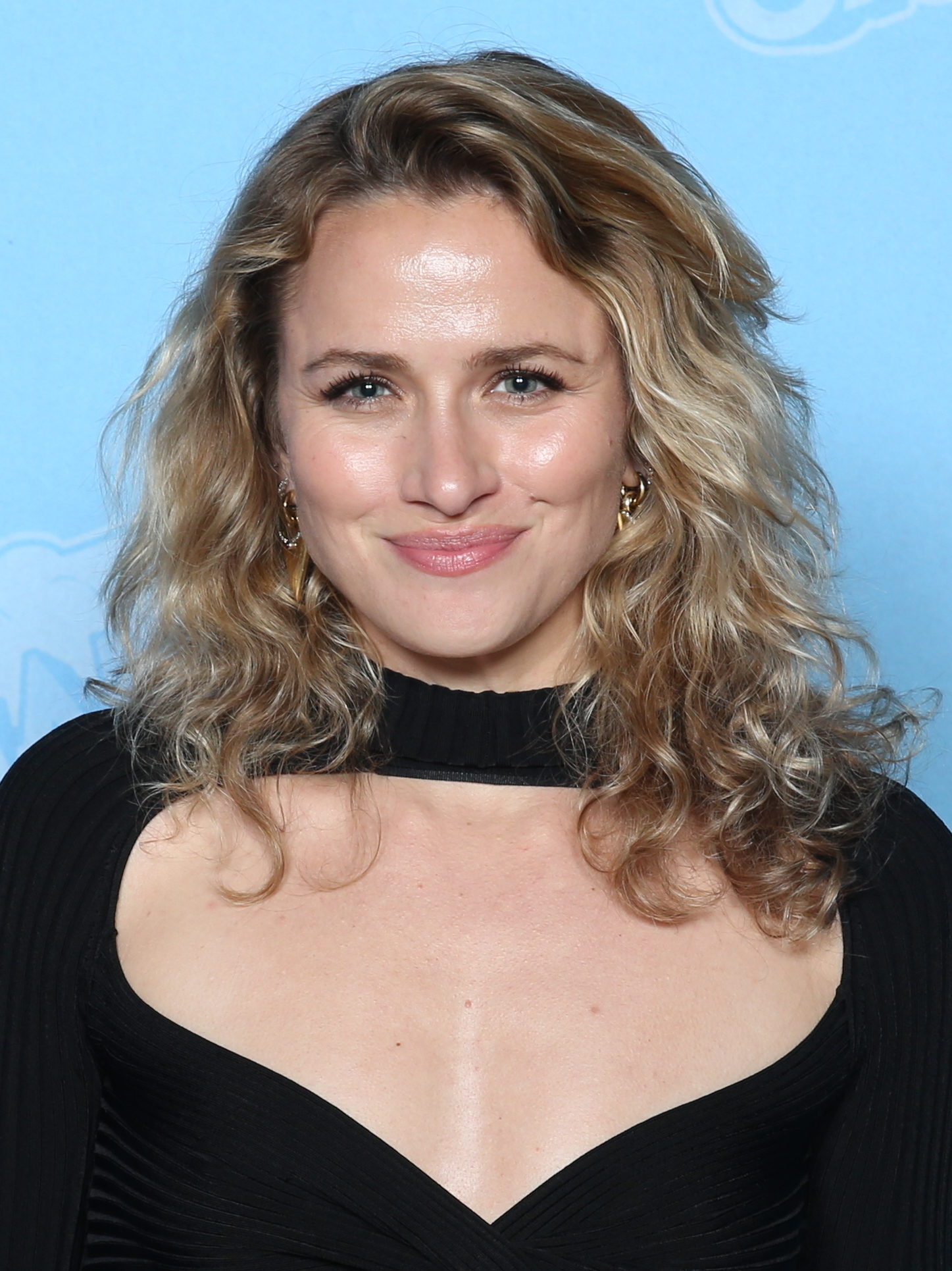
Shantel VanSanten (2022)

Shantel VanSanten (* 25. Juli 1985 in Luverne, Minnesota) ist eine US-amerikanische Schauspielerin und Model. Weltweite Bekanntheit erreichte sie vor allem durch ihre Mitwirkung in der Fernsehserie One Tree Hill, in der sie die Rolle der Quinn James verkörperte.

## Leben
VanSanten wurde in Minnesota geboren und zog später mit ihrer Familie nach Dallas in Texas, wo sie auch studierte. Im Alter von fünfzehn Jahren startete sie eine Karriere als Model, die sie während ihres Studiums weiterführte.

## Karriere als Schauspielerin

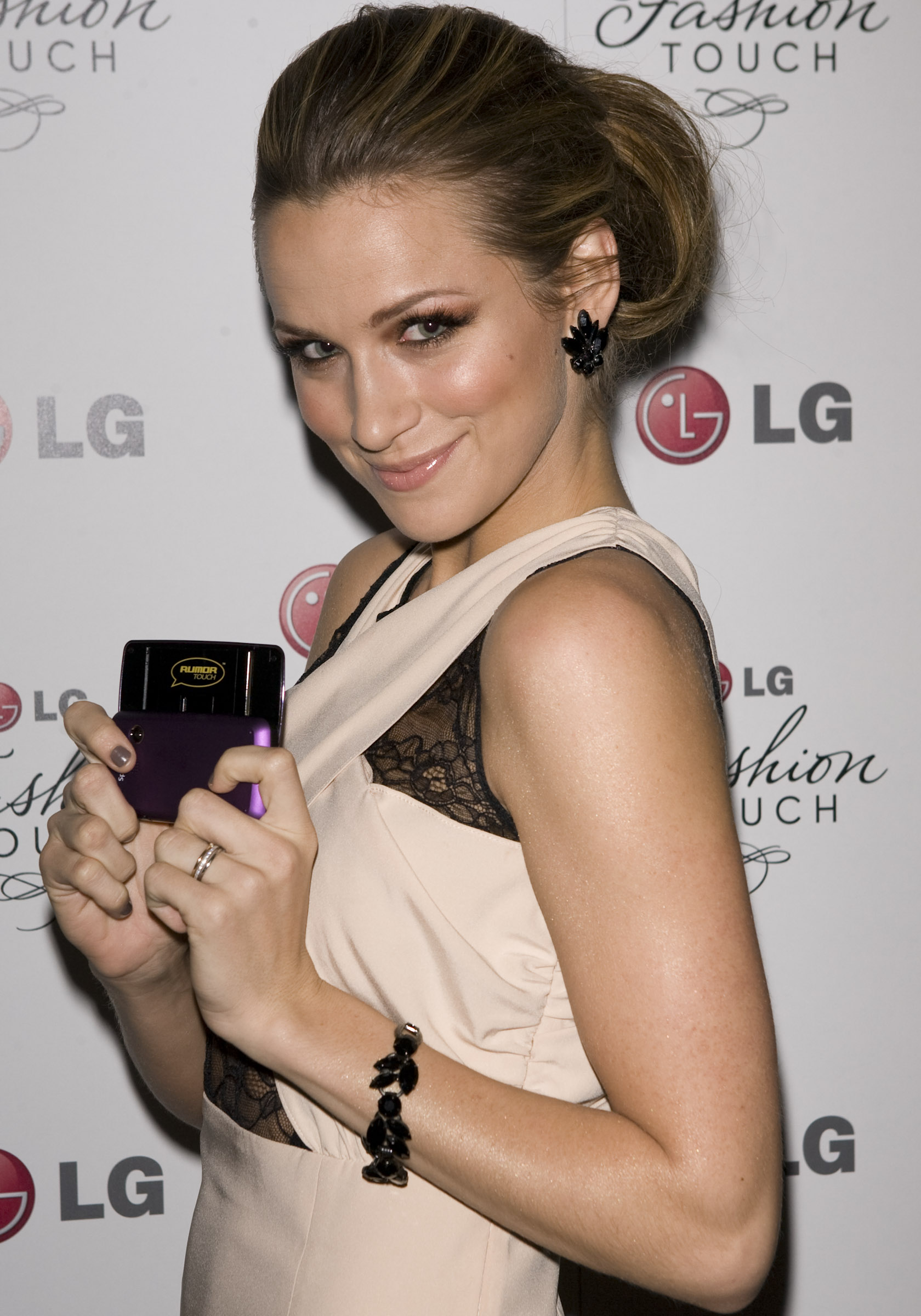
Shantel VanSanten, 2010

Im Jahr 2007 drehte VanSanten an der Seite von Mischa Barton einen Film, in dem unter anderem die Sängerinnen der russischen Band t.A.T.u. zwei der Hauptrollen belegten. Dieser Film trägt den Titel You and I, ist in Deutschland aber eher bekannt als Finding t.A.T.u. You and I ist eine russische und amerikanische Produktion, die Dialoge sind allerdings nur auf Englisch. Das Budget des Films betrug 12 Millionen Dollar.
Im Jahr 2009 stieg VanSanten in die Serie One Tree Hill ein, in der sie die Schwester der Hauptfigur Haley verkörpert, die von der Sängerin Bethany Joy Lenz gespielt wird. 2015 und 2016 verkörperte sie die Rolle der Patty Spivot in der Superheldenserie The Flash.

## Filmografie (Auswahl)
Filme
- 2005: Three Wise Guys
- 2006: Savage Spirit
- 2007: Spellbound
- 2007: You and I
- 2008: The Open Door
- 2009: Final Destination 4
- 2009: In My Pocket
- 2010: Something Wicked
- 2011: You and I
- 2011: Die verlorene Zeit
- 2011: In My Pocket
- 2012: A Golden Christmas 3
- 2014: Something Wicked
- 2017: Love Blossoms
- 2022: American Murderer

Serien
- 1999: Steel Angel Kurumi
- 2005: Sports Illustrated Swimsuit Model Search
- 2009: CSI: NY (Episode 5x14)
- 2009–2012: One Tree Hill (57 Episoden)
- 2013: Beauty and the Beast (3 Episoden)
- 2014: Gang Related (13 Episoden)
- 2015: The Night Shift (Episode 2x03)
- 2015: The Messengers (13 Episoden)
- 2015–2016: The Flash (10 Episoden)
- 2016: Rush Hour (Episode 1x13)
- 2016: Timeless (Episode 1x01)
- 2016–2018: Shooter (31 Episoden)
- 2018: Scorpion (2 Episoden)
- 2019–2020, 2024: The Boys (12 Episoden)
- 2019–2022: For All Mankind (30 Episoden)
- 2022–2025: FBI
- 2023: FBI: International  (Episode 2x16)
- 2023–2025: FBI: Most Wanted (36 Episoden)

Videospiele
- 2019: Apex Legends (Stimme für Wraith)